# 情報!ソースが決め手
『情報!ソースが決め手』（じょうほう ソースがきめて）は、1994年4月5日から1999年6月26日までテレビ東京系列局と岐阜放送、テレビユー山形（遅れネット）、新潟テレビ21（遅れネット）で放送されていたテレビ東京製作の情報バラエティ番組である。

## 概要
毎回1つのテーマを設け、それに関連するさまざまな情報を紹介していた番組。
司会は前番組『トランタン白書』から引き続き立川志の輔と長野智子が、ナレーターは乱一世が務めていた。末期には、長野に替わって向井亜紀が立川のパートナーを務めていた。

## 放送時間
いずれも日本標準時。
- 火曜 22:00 - 22:54 （1994年4月5日 - 1995年3月28日）
- 火曜 22:00 - 22:30 （1995年4月4日 - 1998年3月31日） - 放送枠が24分縮小。
- 土曜 22:30 - 22:54 （1998年4月18日 - 1999年6月26日） - 放送曜日の変更とともに放送枠が6分縮小。

## エンディングテーマ
- DREAM CATCHER （サンディー）
- ライバルはあなただから（miyuki）
- 子供を休もう（辺見えみり）
- One More Time （WHAT'S UP）
- 風が走る道（遊佐未森）
- A Happy Life （岡崎律子）
- My song for you （米倉千尋）

## 関連書籍
いずれも1998年6月に光進社から発売。発行は同年7月。
- 情報!ソースが決め手 その1 財布の中身全部見せます（ISBN 4-87761-015-4）
- 情報!ソースが決め手 その2 暮らしの知恵全部見せます（ISBN 4-87761-016-2）
- 情報!ソースが決め手 その3 我が家の生活全部見せます（ISBN 4-87761-017-0）

## 備考
1997年12月30日（火曜） 17:00 - 17:30 には関連特別番組『情報!ソースが決め手 お父さんのためのポケモン講座』を放送する予定だったが、同年12月16日に各地でポケモンショックが発生したのを受け、『ポケットモンスター』関連の情報を取り上げる予定だった同特番を休止して『情報!ソースが決め手 生活の達人総集編』に差し替えた。
山形県では、テレビユー山形（TBS系列）にて、土曜 11:00 - 11:30にて放送されていた。
新潟県では、新潟テレビ21（テレビ朝日系列）にて、金曜 16:20 - 16:45にて放送されていた。